# Jaroslav Havlíček

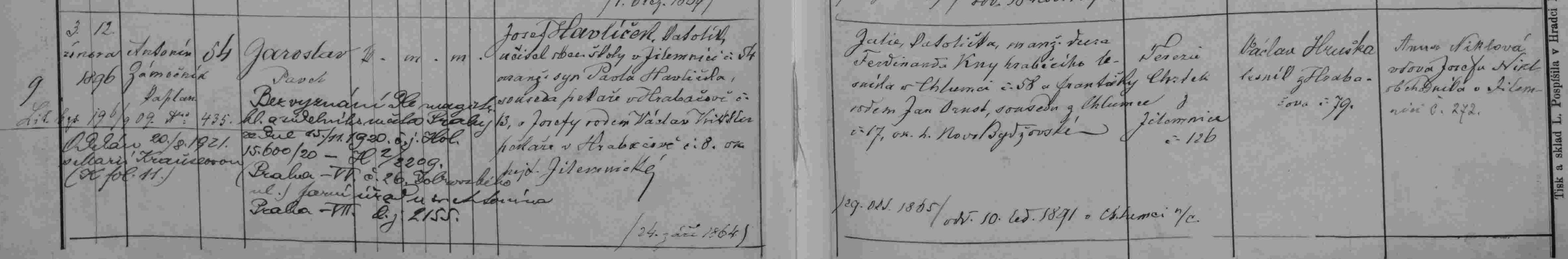
matriční zápis o narození a křtu Jaroslava Havlíčka (matrika N index N 1894–1913 Jilemnice (SOA Zámrsk))

Jaroslav Havlíček (3. února 1896 Jilemnice – 7. dubna 1943 Praha) byl český spisovatel. Řadí se mezi nejvýznamnější představitele domácí psychologické prózy.

## Životopis
Narodil se dne 3. února 1896 v Jilemnici v domě čp. 54. Jeho otcem byl učitel Josef Havlíček a jeho matka Julie Havlíčková (rozená Knýová) byla dcera nadlesního z okolí Chlumce nad Cidlinou. Jaroslav Havlíček vystudoval reálku v Jičíně (maturoval 1913). Poté (1914) absolvoval abiturientský kurs obchodní akademie v Chrudimi a začal studovat na ČVUT v Praze. Roku 1915 byl jako jednoroční dobrovolník odveden do první světové války, zúčastnil se bojů v Rusku, v Itálii a v roce 1919 na Slovensku. V roce 1919 obnovil vysokoškolská studia a začal v rámci praxe pracovat jako úředník v Živnostenské bance v Praze, kde již zůstal, zatímco studií zanechal. V roce 1921 se oženil s Marií Krauseovou. Jeho synem byl surrealista a básník Zbyněk Havlíček a jeho synovcem básník Karel Šebek. Zemřel z fyzického vyčerpání v důsledku zánětu mozkových blan.

## Dílo
Jeho literaturu ovlivnili písmáci a spiritisté, napsal několik románů, jejichž děj je zasazen do maloměsta na přelomu 19. a 20. stol. Popisuje tragické lidské osudy, degeneraci – téměř naturalisticky, až chladnokrevně, duševní stavy často velmi narušených lidí a extrémní situace. Byl skvělým vypravěčem. Některé jeho postavy vykazují velkou mravní a duševní sílu.

### Romány
- Vyprahlé touhy – 1935, přepracované vyšlo v roce 1944 pod názvem Petrolejové lampy
- Petrolejové lampy – tento román pojednává o nehezké, ale citlivé Štěpánce, která se nemůže vdát – vezme si svého zadluženého, opileckého bratrance, protože si ji konečně někdo chce vzít a navrch získá statek, na kterém strávila dětství. Brzy však zjistí, že jí její manžel Pavel štěstí nezajistí a že je navíc smrtelně nemocný, má syfilis.
- Neviditelný – 1937, děj se odehrává v bohaté rodině, která se postupně rozpadá. Hlavním hrdinou je inženýr, který si vezme dědičku továrny. Po svatbě zjistí, že s nimi v domě žije bláznivý strýček, který si myslí, že je neviditelný. Tento stav postupně rozvrátí jeho manželství a Petrova žena se nakonec dostává do podobného psychotického stavu. Vyšlo i v audioverzi, načetl Jiří Schwarz v edici Mistři slova, vydala Audiotéka.
- Ta třetí – 1939, příběh bezvýznamného úředníka, který se potácí mezi dvěma ženami. Nakonec ztrácí obě a zvolí si tu třetí – smrt.
- Helimadoe – 1940, příběh pěti sester (podle počátečních slabik jejich jmen), které jsou ovládány podivínským otcem lékařem. Dcery se jmenovaly Helena, Lidmila, Marie, Dora a Ema. Dílem provází mladý vypravěč Emil.
- Vlčí kůže – 1939/67, Nedokončené pokračování Petrolejových lamp.

### Novely a povídky
- Máňa – 1925, Havlíčkovy vzpomínky na dospívání v Jilemnici
- Muž sedmi sester –1927, groteska s erotickým motivem, posmrtně vydáno v 90. letech.
- Jaro v domě (1927)
- Komtesa Camilla – 1930/1944, Příběh o lásce a iluzích mladého herce
- Útěk z civilizace – 1941, toto dílo se vymyká z Havlíčkova díla, odehrává se na Tahiti a motivem je útěk před problémy ve své domovině a boj se svědomím
- Synáček – 1942.
- Zánik městečka Olšiny – 1944, posmrtně vydaná sbírka fantastických povídek, titulní povídka sleduje posledních několik dnů existence maloměsta Olšiny potom, co oznámeno, že Bůh umřel. V městečku se děje řada podivných událostí – vstávají mrtví z hrobů, pole jsou pokryta tisíci černých havranů. Vše vrcholí střetem mezi anděly a pekelnými silami.
- Skleněný vrch – povídka, podle které byl natočen film „Barbora Hlavsová“.

### Povídkové cykly
- Neopatrné panny – 1941, psáno v letech 1929–1932.
- Cesta loutek
- O marné lásce
- Čert na zdi
- Vzdoropohádky
- Duch soudce Pauknera

Posmrtně byla z jeho díla sestavena a vydána řada povídkových souborů:
- Zázrak flamendrů – 1964
- Prodavač času – 1968
- Hodinky pana Balabána – 1986

Své povídky publikoval v mnoha časopisech: Lumír, Zvon a Národní listy.

## Filmografie
Podle námětů Jaroslava Havlíčka byly natočeny filmy (televizní inscenace):
- Barbora Hlavsová (námět Jaroslav Havlíček, podle povídky Skleněný vrch, režie Martin Frič, 1942)
- Neviditelný (TV inscenace, režie Jiří Bělka, 1965)
- Ta třetí (režie Jaroslav Balík, 1968)
- Motýl a smrt (TV inscenace, podle povídky Kamenný orchestr, režie Jiří Bělka, 1968)
- Petrolejové lampy (režie Juraj Herz, 1971)
- Kamenný orchestr (TV inscenace, režie Jan Matějovský 1981)
- Duch soudce Pauknera (TV inscenace, režie Anna Procházková, 1983)
- Prokletí domu Hajnů (podle románu Neviditelný, režie Jiří Svoboda, 1988)
- Helimadoe (režie Jaromil Jireš, 1993)
- Jasnovidka (TV film, režie Viktor Polesný, 1997)
- Ta třetí (TV film, režie Dušan Klein, 2001)
- Škoda lásky (patnáctidílný TV cyklus, dva díly podle námětu Jaroslava Havlíčka, 2013)

## Digitalizace díla
Roku 2015 bylo kompletní Havlíčkovo dílo digitalizováno a zpřístupněno online zdarma. Na projektu Havlíčkova Jilemnice se podílelo Město Jilemnice, Krkonošské muzeum, Vojtěch Mečíř a firma 2ebook.
Jilemnice by k Havlíčkovu dílu mohla být jen kulisou, je však něco více, je spíše Havlíčkovým pomníkem, který vyvolává asociace a vzpomínky – každému dle libosti. Je místem paměti. Smysl tohoto projektu byl pokus oživit tento význam. Očarovat Jilemnici (a další místa) Havlíčkovým kouzlem. K tomu je však nutné vztah Havlíčka a Jilemnice ukázat také tak problematický, jakým ve skutečnosti byl, aby se z živého pomníku nestal kýč.
Vojtěch Mečíř, web jaroslavhavlicek.cz